# Valence-en-Brie
Valence-en-Brie település Franciaországban, Seine-et-Marne megyében. Lakosainak száma 1023 fő (2022. január 1.). Valence-en-Brie Échouboulains, Les Écrennes, Forges, La Grande-Paroisse, Machault, Pamfou és Vernou-la-Celle-sur-Seine községekkel határos.

## Népesség
A település népessége az elmúlt években az alábbi módon változott:
| Lakosok száma | 903  | 932  | 956  | 966  | 1016 | 1048 | 1056 | 1040 | 1023 |
|               | 2013 | 2015 | 2016 | 2017 | 2018 | 2019 | 2020 | 2021 | 2022 |